# Bir Shumsher Jang Bahadur Rana
Bir Shumsher Jang Bahadur Rana (ur. 1852, zm. 1901) – nepalski polityk.
Był najstarszym synem Dhira Shumshere, szefa sztabu armii nepalskiej. Doszedł do władzy w wyniku zamachu stanu, w listopadzie 1885 mordując premiera Rana Udipa. Funkcję szefa rządu pełnił do śmierci. Doprowadził do zmiany prawa o sukcesji wykluczając z niej potomków Jang Bahadura. Za jego rządów działalność w Nepalu rozpoczęło Arja Samadź (1893, 1896).